# Прем'єр-міністр Сирії
Прем'єр-міністр Сирії — посада глави уряду Сирійської Арабської Республіки яка існувала в період з 9 березня 1919 року по 29 березня 2025 року. Останнім прем'єр-міністром Сирії був глава сирійського перехідного уряду Мохаммад аль-Башир.
Прем'єр-міністр призначається Президентом Сирії, разом з іншими міністрами та членами уряду, котрих новий прем'єр-міністр рекомендує. Народна Рада Сирії затверджує законодавчу програму нового уряду, перш ніж новий уряд офіційно вступить на посаду. Немає конституційних обмежень на термін прем'єр-міністра, тож деякі з них обіймали посаду декілька разів.